# Clay (Alabama)
Clay er en by i den centrale del af delstaten Alabama i USA. Byen har 10.291 (2020) indbyggere.
Clay er beliggende ca. 2 kilometer nord for Alabamas hovedstad Birmingham. Byen ligger i den nordøstlige del af det amerikanske county Jefferson County.